# Jan Hadermann
Jan Hadermann (* 23. März 1952 in Reet bei Antwerpen in Belgien) ist ein belgischer Komponist, Professor und Dirigent.

## Leben
Sein Vater spielte Violine und erteilte ihm den ersten Musikunterricht. An der Musikakademie von Hemiksem, Belgien, vertiefte er seine Kenntnisse bei Marcel Slootmakers und studierte Klavier bei Liliane Esser Herchuelz. Danach studierte er am Lemmensinstitut in Mechelen und später in Löwen bei Lode Dieltiens Notenlehre, Frans Geysen Harmonielehre, Jos van Looy Kontrapunkt und Fuge und Matthy Niël Komposition. Dort schloss er 1974 mit dem Diplom in Komposition und Musikerziehung ab. Er vervollständigte seine Studien beim Komponisten Willem Kersters am Königlich Flämischen Musikkonservatorium in Antwerpen.
Seit 1977 ist er Dozent in den Fächern Kontrapunkt, Fuge und elektronische Musikkomposition am Lemmesninstitut in Löwen, Belgien und seit 1979 Dozent für Harmonielehre und Komposition an der Koninklijke Beiaardschool „Jef Denyn“ (Schule für Turmglockenspiel) in Mechelen, Belgien. Seit 1994 ist er Gastdozent für Blasorchesterdirektion (Theorie) am Königlich Flämischen Musikkonservatorium in Antwerpen.
Als Komponist schreibt er Werke für Symphonisches Orchester, Blasorchester, Klavier, Chor und Kammermusik. 1993 erhielt er den SABAM-Preis für Blasorchester.

## Werke

### Werke für Orchester
- 1974–1977 In Sand geschrieben Kantate für Tenor, gemischten Chor und Symphonisches Orchester Text: Hermann Hesse
- 1988 Ouverture 51° Nationales Sängerfest der Provinz Flandern für gemischten Chor, Vokal-Quartett, Orgel, Turmglockenspiel, Brass-Band und Symphonisches Orchester

### Werke für Blasorchester
- 1982 Concerto voor Hoorn en Harmonieorkest
- 1983 Vier Dansen für Blasorchester
- 1984 Tune It Up für Blasorchester
- 1984 Ballad für Gitarre oder Trompete oder Alt-Saxophon und Blasorchester
- 1986 Music for a Festive Occasion
- 1986 Recuerdo
- 1986 Signature
- 1987 Dancing on the Seashore
- 1987 Funny Little Girl
- 1987 When I Walk Alone für Posaune und Blasorchester
- 1988 Laura
- 1988 Choral Flexions
- 1989 Visions für Brass-Band
- 1989 Ritual für Blasorchester
- 1989 Twins für zwei Euphonia und Blasorchester
- 1990 Canzoni für Blasorchester
- 1991 Three Times a Tune
- 1992 Spotlights for the Bass Clarinet für Bassklarinette und Blasorchester
- 1993 Rendezvous für Trompete und Blasorchester
- 1993 Get Up
- 1994 Fanfare for a Jubilee für Blasorchester
- 1994 Joy of Music
- 1995 Erasmus Tales für Blasorchester
- 1997 A German Christmas
- 1997 Cortège für Blasorchester
- 1997 Música Divertida Jazz-Concerto für Alt-Saxophon, Jazz-Combo und Blasorchester
- 1998 Melody in Five
- 1999 Ludgerus Oratorium in zwölf Sätzen für Mezzosopran, Bassbariton, gemischten Chor und Blasorchester
- 2000 Clouds on the Heath für Fanfare-Orchester
- 2003 Seahawk Ouvertüre für Blasorchester
- 2003 Guernica für Blasorchester
- 2004 The Florence Fayre für Blasorchester
- Slawische Canzoni
- So in Love
- Squadron 633
- The Mask of Zorro

### Chormusik
- 1973 Psalm 30: Zingt voor de Heer
- 1974 Eine Weihnachtsliturgie (Een kerstliturgie) für Chor und Orgel
- 1980 Moeder is ’t nog niet gedaan? (Volkslied) für fünfstimmigen Chor, Flöte, Klavier und Bass